# 埃皮埃尔
埃皮埃尔（法語：Épierre，法語發音：[epjɛʁ]）是法国萨瓦省的一个市镇，属于圣让德莫里耶讷区。

## 地理
埃皮埃尔（45°27'14"N, 6°17'41"E）面积19.36 平方千米，位于法国奥弗涅-罗讷-阿尔卑斯大区萨瓦省，该省份为法国东部省份，历史上为薩伏依的一部分，北起上萨瓦省，西接伊泽尔省和安省，南部和东部与上阿尔卑斯省和意大利接壤。
与埃皮埃尔接壤的市镇（或旧市镇、城区）包括：阿让蒂讷、拉沙佩勒、圣莱热、拉莱谢尔、圣弗朗索瓦-隆尚。

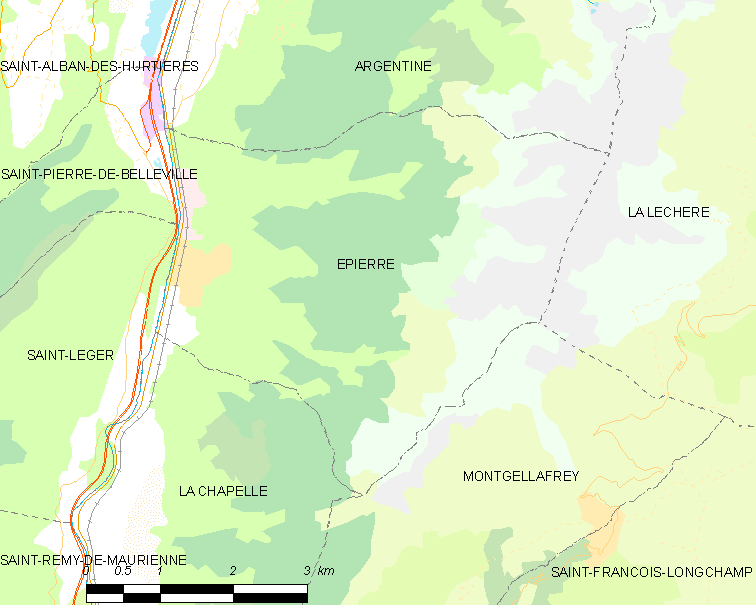
埃皮埃尔的OSM定位图

埃皮埃尔的时区为UTC+01:00、UTC+02:00（夏令时）。

## 行政
埃皮埃尔的邮政编码为73220，INSEE市镇编码为73109。

## 政治
埃皮埃尔所属的省级选区为圣皮埃尔达尔比尼县。

## 人口

1962-2008年间埃皮埃尔人口变化图示

埃皮埃尔于2022年1月1日时的人口数量为762人。